# Ateuchus solisi
Ateuchus solisi är en skalbaggsart som beskrevs av Kohlmann 1996. Ateuchus solisi ingår i släktet Ateuchus och familjen bladhorningar. Inga underarter finns listade.